# 4스토리
《4스토리》(4Story)는 대한민국의 게임 회사 재미인터랙티브에 의해 제작된 온라인 게임이다.